# Rüdigheim (Adelsgeschlecht)

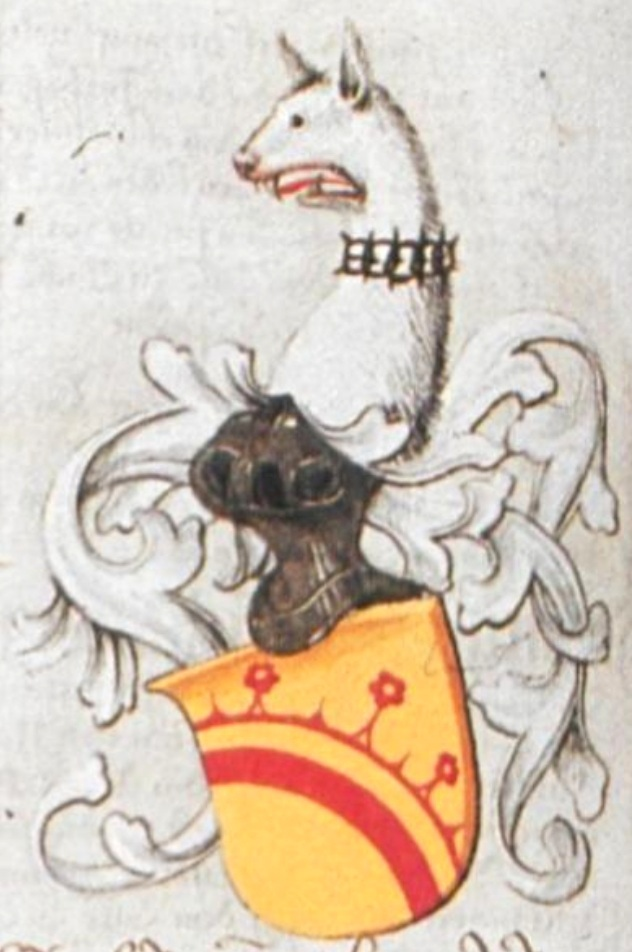
Wappen derer von Rüdigheim, Lehenbuch des Kurfürsten Friedrich I., Pfalzgraf bei Rhein, 1471

Die Herren von Rüdigheim waren ein Adelsgeschlecht in der südöstlichen Wetterau. Ursprünglich entstammen sie dem mittelalterlichen Dienstadel: Nach der Aufgabe ihres Stammsitzes in Rüdigheim konnten sich im Umfeld des Dorfes Rückingen (heute Stadt Erlensee), das sie zusammen mit den nahe verwandten Herren von Rückingen als Lehen besaßen, einen weitgehend eigenständigen Herrschaftsbereich sichern. Kurz nach dem Dreißigjährigen Krieg starben sie aus.

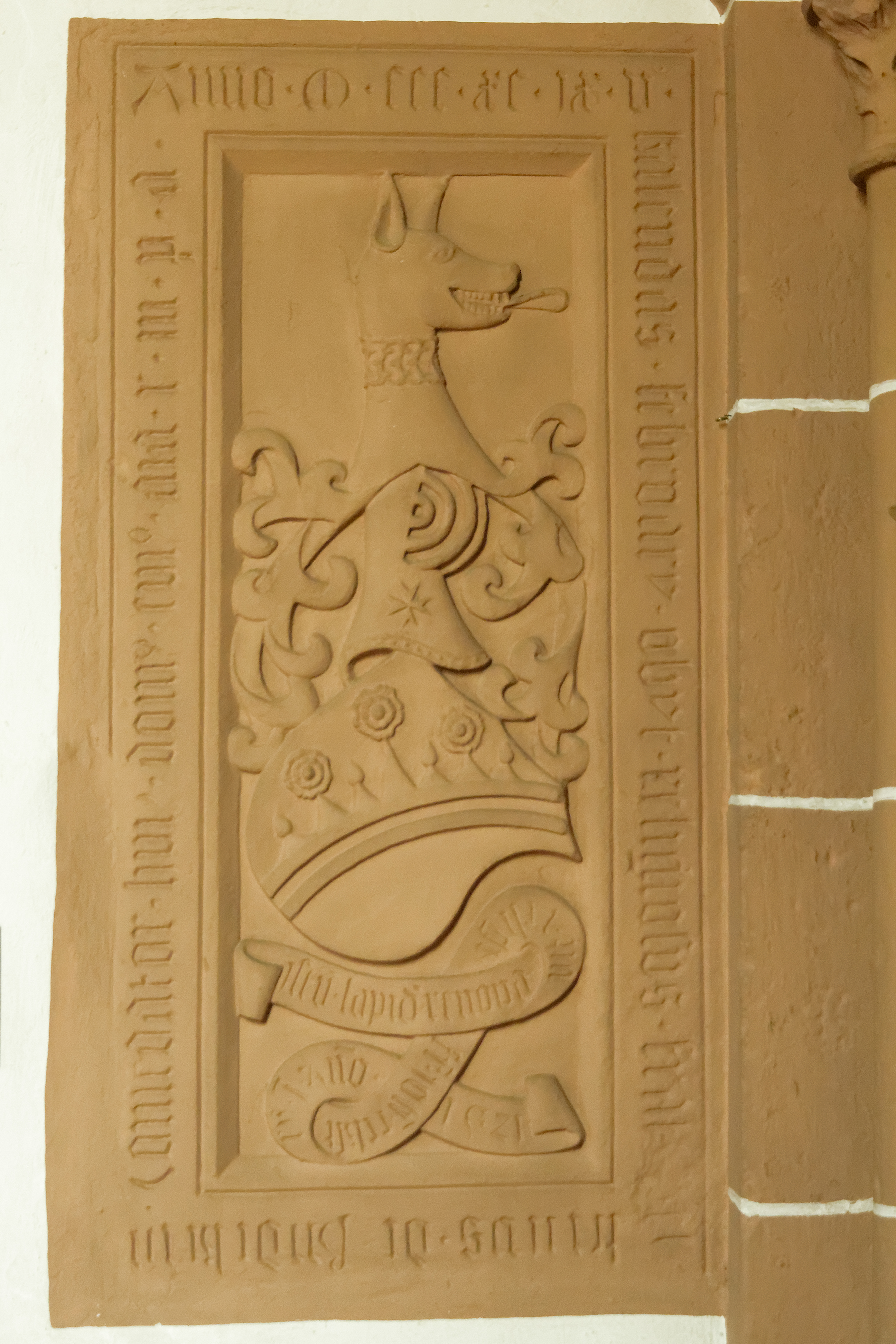
Epitaph des Komturs Helfrich von Rüdigheim in der Kirche St. Johannes Baptist in Mosbach

## Geschichte

### Ursprünge
Die erste Erwähnung eines Heinricus de Rudinchheim stammt aus dem Jahr 1222. Bereits in den nächsten bekannten Urkunden wird deutlich, dass sich die Familie ab der Mitte des 13. Jahrhunderts von ihrem Stammort Rüdigheim (heute Gemeinde Neuberg) löste: Im Jahr 1257 übergaben Helfrich von Rüdigheim und dessen Kinder das Patronatsrecht an der Rüdigheimer Kirche dem Johanniterkloster Höchst am Main. Im folgenden Jahr wird Konrad, einer der Söhne Helfrichs, als Burgmann auf der Ronneburg mit dem Beinamen de Roneburg genannt. Die endgültige Trennung vom Stammsitz in Rüdigheim erfolgte mit dem Verkauf der Besitzungen an die Johanniter 1261. Zwei weitere Urkunden aus den Jahren 1258 und 1275 verdeutlichen, dass die Rüdigheimer zu dieser Zeit in Diensten der Herren von Hohenlohe-Brauneck standen, die nach dem Aussterben der Herren von Büdingen nach 1240 Teile der Erbschaft mit der Burg an sich bringen konnten.

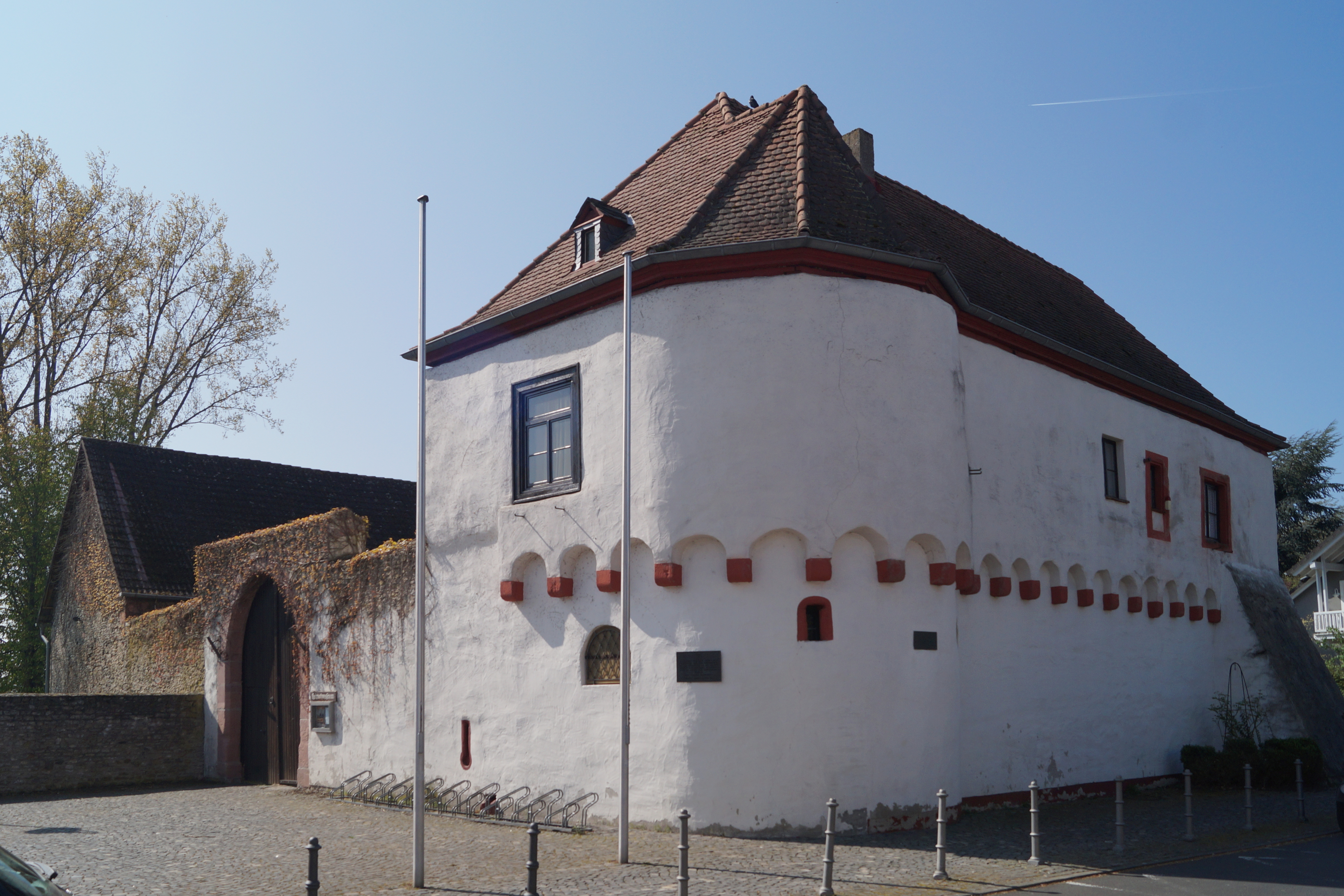
Wasserburg Rückingen

### Hoch- und Spätmittelalter
Die Herren von Hohenlohe-Brauneck begannen wenige Jahre später, Teile des Wetterauer Besitzes zu veräußern, darunter auch die Ronneburg, die 1313 an das Erzbistum Mainz verkauft wurde. Die Herren von Rüdigheim hatten offenbar schon zuvor ihren Hauptsitz in das ebenfalls Hohenlohe-Brauneckische Rückingen verlegt, wo sie erstmals 1311 urkundlich fassbar sind. Sitz war nun die als Ganerbschaft organisierte Wasserburg Rückingen, die sie zusammen mit den Herren von Rückingen bewohnten. Der gemeinsame Besitz beider Familien in Rückingen wird für mehrere Jahrhunderte bestimmend für die Geschichte des Ortes.
Einen markanten Einschnitt in die Geschichte der Ganerbschaft stellte das Jahr 1405 dar: Johann von Rüdigheim hatte sich als Raubritter an Überfällen beteiligt. Nach der Zerstörung der Wasserburg unter König Ruprecht zusammen mit zahlreichen weiteren Burgen musste Johann Urfehde schwören. Ferner wurde es ihm nicht gestattet, seine Burg wieder aufzubauen. Er musste geloben, keinen Graben, keine aufgehängte Brücke, noch einen burglichen Bau oder eine Befestigung zu errichten. Aus dem Rückinger Wappenstein von 1569 am Tor der Wasserburg ist geschlossen worden, dass die Rückinger in der Folgezeit die mehrmals wiederaufgebaute Wasserburg bewohnten, während die Rüdigheimer den 1912, nach anderen Angaben 1909 abgerissenen Herrenhof besaßen, von dem heute nur noch die Zehntscheune und das sogenannte Schlösschen erhalten sind.

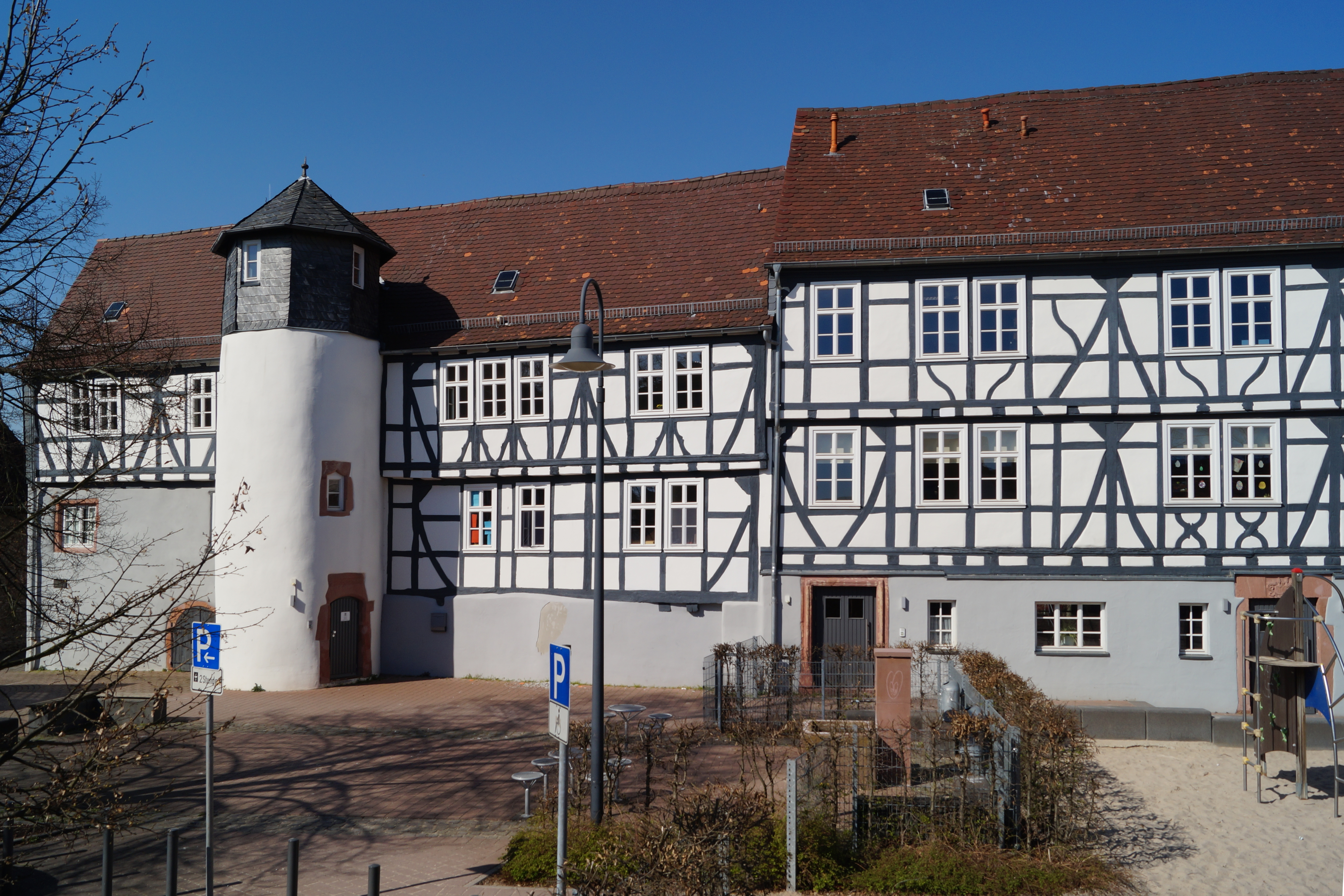
Das Schlösschen ist ein Rest des ehemaligen Herrenhofes, der sich im Besitz der Herren von Rüdigheim befand.

In der Mitte des 15. Jahrhunderts kamen die letzten brauneckschen Lehen in der Wetterau durch Kauf an Albrecht von Brandenburg. Die Grafschaft Isenburg versuchte, den Verkauf dieser alten Büdinger Lehen zu verhindern, erreichte aber nur, seinerseits von Brandenburg damit belehnt zu werden mit der Verpflichtung, sie an die derzeitigen Besitzer als Afterlehen weiterzugeben. Auch innerhalb der Isenburgischen Verwaltung des Gerichts Diebach kam Rückingen damit in den folgenden Jahrhunderten eine Sonderrolle zu. Konfessionell konnten die Rückinger Ganerben um 1600 gegenüber Isenburg durchsetzen, dass die Kirche im Ort lutherisch blieb, während sie in umliegenden isenburgischen Orten wie Langendiebach zum reformierten Bekenntnis wechselte.
Über diese Kapelle als Vorgängerin der heutigen Evangelischen Kirche Rückingens übten die Herren von Rüdigheim und von Rückingen gemeinsam das Patronatsrecht aus. Von beiden Familien sind Grabdenkmäler aus der Kapelle im Umfeld der heutigen Kirche erhalten. Ein spätgotischer Wappenstein vom Altar der Kapelle mit der Umschrift Anno domini 1491 hat einer von Rüdigheim in diese Kirchen einen gewelmten altar gestiftet, daran hat das wapen gestanden befand sich im Besitz des Hanauer Geschichtsvereins. Der Stein wurde zusammen mit zahlreichen anderen Steindenkmälern beim Luftangriff auf Hanau am 19. März 1945 im Hof des Altstädter Rathauses (Lapidarium des Hanauer Museums) zerstört.

### Die letzten Herren von Rüdigheim
In der Zeit des Dreißigjährigen Krieges wurde Rückingen stark verwüstet. Im September 1634 hatten Truppen des Kardinallegaten Ferdinand von Spanien Dorf und Schloss Rückingen bei ihrem Abzug in Brand gesteckt. Die Einwohner und Besitzer waren in umliegende Städte geflohen. Philipp Burkhard von Rüdigheim starb 1635 in Hanau an der Pest. Sein einziger Sohn Otto Philipp stand zunächst in hanauischen Diensten, wechselte aber dann als Rittmeister in den Dienst Graf Anton Günthers von Oldenburg, wo er später als Drost von Oldenburg diente. Er starb 1638 auf einer Reise zu seinen Gütern in Frankfurt, nachdem er Dorf und Schloss Rückingen in Grund verderbt und verödet vorgefunden hatte. Sein 1614 geborener Sohn Anton Günther von Rüdigheim stand ebenfalls in Diensten des Oldenburgischen Grafen. Vermutlich hatte er das Interesse an dem weit entfernt liegenden und weitgehend zerstörten väterlichem Besitz verloren. Aus welchem Grund er den Besitz an Johann von Fargel verkaufte und wie er diesen kennen lernte, entzieht sich unserer Kenntnis. Der Kriegsmann von Fargel war nach dem Friedensschluss offensichtlich interessiert, seinen erworbenen Reichtum in Güter zu investieren. Anton Günther heiratete 1637 die Cousine seines Vaters Susanna Elisabeth von Rüdigheim. Zusammen hatten sie fünf Töchter und einen Sohn, die größtenteils kurz nach der Geburt verstarben. So starb Anton Günther 1655 als letzter männlicher Vertreter der Familie im Alter von 41 Jahren.
Johann von Fargel hatte auch mit der Familie von Rückingen einen Erbvertrag abgeschlossen. Nachdem diese ebenfalls 1666 in männlicher Linie ausstarben, blieb der Ort Rückingen über zwei Generationen im Besitz der Familie von Fargel, seit 1714 abgelöst durch die von Kameytzki; nach deren Aussterben 1758 wurde bis zum Reichsdeputationshauptschluss kein neues Afterlehen durch die Isenburger vergeben.

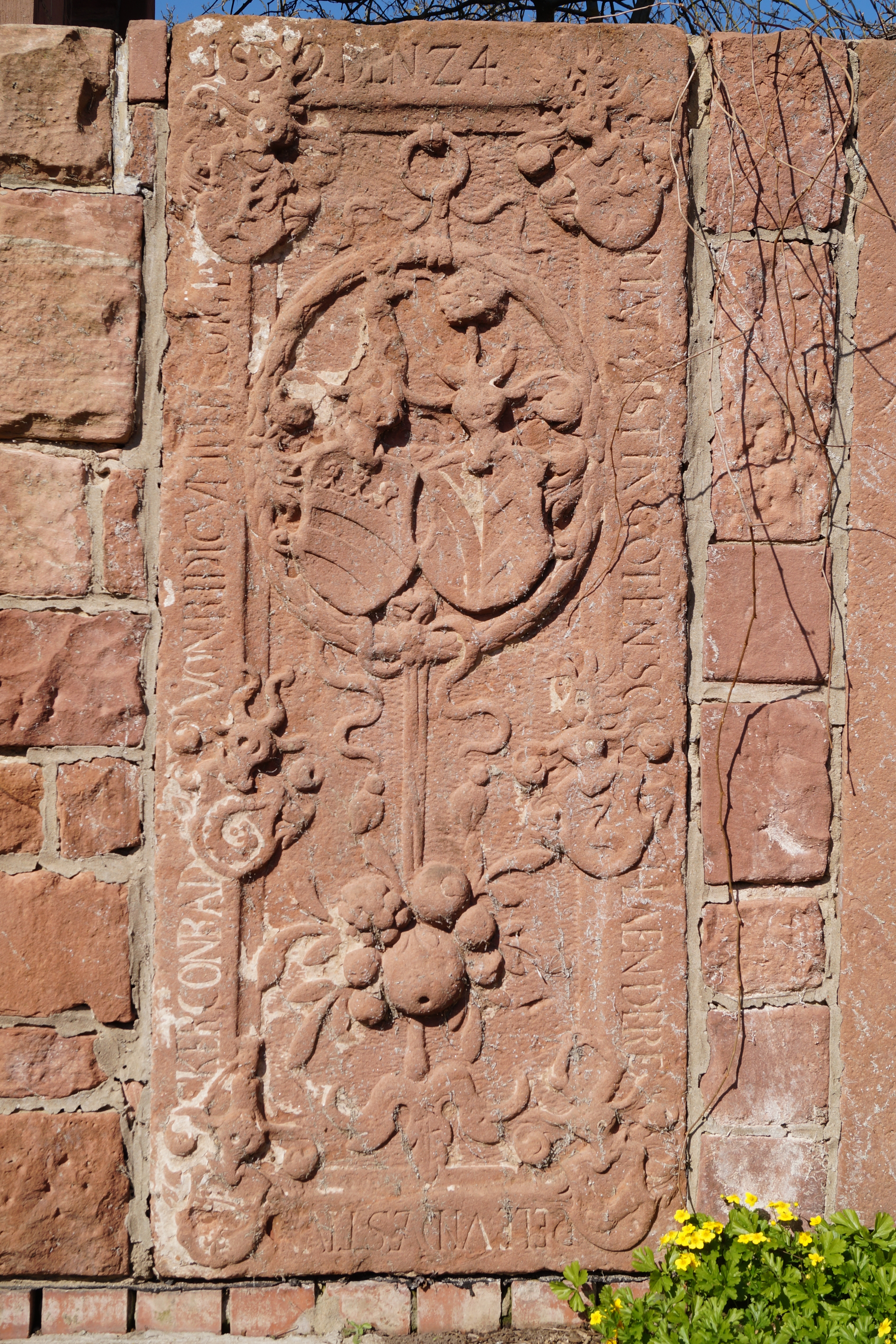
Grabplatte des Conrad von Rüdigheim (gestorben 1599) an der Evangelischen Kirche in Rückingen. Links (heraldisch rechts) das Rüdigheimer Wappen.

## Wappen
Das Wappen der Herren von Rüdigheim zeigt zwei schrägrechte rote Balken auf goldenem Grund. Der obere Balkenabschluss ist in Form eines Wappenschnitts meist blütenartig verziert, wobei verschiedene Variationen bis zum Lilienschnitt geläufig sind. Die Helmdecken sind rot, als Helmzier dient wie bei vielen Adelsfamilien der Region eine Bracke. Das Wappen weist insgesamt eine große Ähnlichkeit zum Wappen der Herren von Selbold auf, die ihren Stammsitz im benachbarten Langenselbold besaßen.

## Besitz
- Grundherrschaft im Dorf mit Ganerbenanteil der Burg in Rückingen, späterer Wohnsitz im Herrenhof (zunächst Hohenlohe-Brauneck'sches, später Isenburgisches Afterlehen).[9]
- Seit dem 14. Jahrhundert Vogtei über den Ort Dörnigheim als hanauisches Afterlehen.[15]
- Ein Gut in Hochstadt als katzenelnbogisches Lehen (1330 als Mitgift von den Herren Dugel von Carben).
- Die Herren von Rüdigheim stellten mehrere Burgmannen in der Reichsburg Friedberg.[16]
- Im Besitz des Philipp Burkhard zu Rüdigheim befand sich das Haubensteinische Gut in Hanau. Ein zu diesem Gut gehöriges Grundstück wurde im Jahr 1609 veräußert, um darauf den Französischen Friedhof für die Neustadt Hanau einzurichten.[17]